# Kanzashi
Kanzashi (簪 (Trâm)?) là từ chỉ những vật dùng để trang trí cho kiểu tóc truyền thống Nhật Bản. Thuật ngữ "Kanzashi" thường được dùng để chỉ các loại trang sức gắn lên tóc nói chung như trâm, lược cài tóc, các loại hoa cài và dây buộc tóc làm bằng vải.
Trong tiếng Anh, thuật ngữ Kanzashi thường được sử dụng để chỉ đồ trang trí trên tóc được làm từ vải, được gấp lại thành hình bông hoa ( tsumami kanzashi ), hoặc kỹ thuật gấp vải được sử dụng để làm hoa.

## Lịch sử
Kanzashi lần đầu xuất hiện vào thời kỳ Jōmon. Vào thời kỳ đó, có quan niệm cho rằng việc cài những cây gậy nhỏ lên tóc có thể xua đuổi linh hồn quỷ dữ.[cần dẫn nguồn] Thời kỳ Jōmon cũng đánh dấu sự xuất hiện của chiếc lược chải tóc.
Trong thời kỳ Nara, một loạt các vật phẩm văn hóa Trung Quốc đã được đưa đến Nhật Bản thông qua việc buôn bán và trao đổi lẫn nhau giữa các sứ thần. Các mặt hàng đó bao gồm trâm cài tóc Trung Quốc ( zan ,簪; trong Kanji được viết thành kanzashi ) và các vật trang trí cho tóc khác như lược cài tóc kiểu Trung Hoa.
Đến thời kỳ Heian, phụ nữ dần để kiểu tóc xõa dài và buộc ra sau tương đối thấp. Do đó, thuật ngữ 'kanzashi' trở thành một danh từ chung, chỉ chung cho tất cả vật nào được trang trí lên tóc, bao gồm cả lược và kẹp tóc.
Vào thời kỳ Azuchi-Momoyama, kiểu tóc lại thay đổi một lần nữa, từ kiểu thùy phát (垂髪?, "tóc xõa taregami ") , sang kiểu tóc mới với nhiều vật trang trí hơn - tiền thân của kiểu tóc nihongami ngày nay.
Kanzashi được sử dụng rộng rãi hơn vào thời kỳ Edo, với kiểu tóc đa dạng và phức tạp hơn, đòi hỏi số lượng lớn các vật trang trí gắn lên tóc. Những người thợ thủ công đã làm ra những chiếc trâm cài tóc có thể được sử dụng như vũ khí tự vệ[cần dẫn nguồn]. Vào những năm cuối của thời Edo, việc chế tác kanzashi một cách thành thạo được cho là đạt đến đỉnh cao của nghệ thuật thiết kế, điều này vẫn còn lưu giữ cho đến ngày nay.

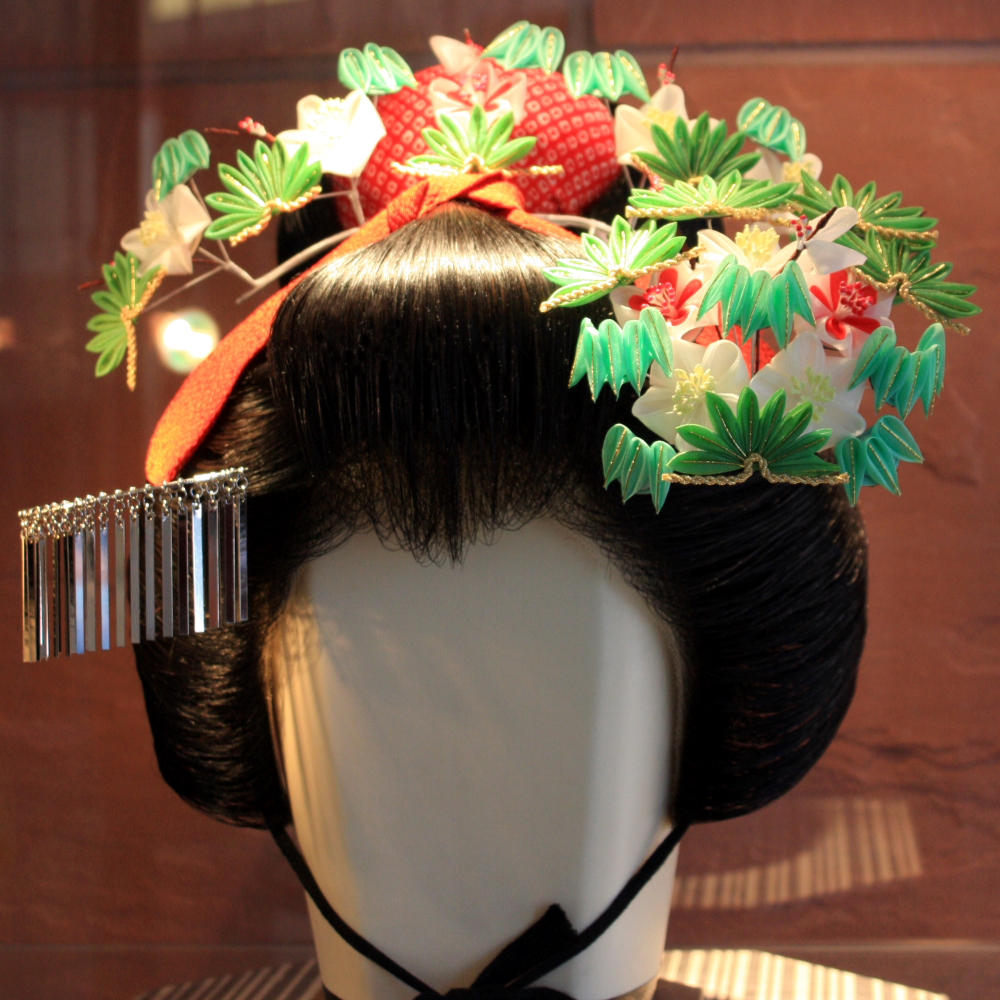
Một tsumami kanzashi hiện đại được đeo bởi maiko (geisha tập sự) vào tháng Giêng

## Sử dụng trong thời hiện đại
Ngày nay, kiểu tóc truyền thống của Nhật Bản đã không còn phổ biến như trước đây. Các geisha, maiko, đô vật sumo, cô dâu trong đám cưới truyền thống và các diễn viên tái hiện tayū và oiran trong lễ hội vẫn còn sử dụng kiểu tóc này, và hầu hết họ sử dụng tóc giả để tạo kiểu thay cho tóc thật. Chính vì vậy, ngày nay, kanzashi rất ít được sử dụng cho kiểu tóc truyền thống. Tuy nhiên, kanzashi vẫn có thể sử dụng với các kiểu tóc hàng ngày như một phụ kiện đơn giản dành cho tóc; có một số kiểu tóc có thể kết hợp với kanzashi, và các kiểu tóc hiện đại cũng có thể dùng chúng như kẹp tóc, điều này đã trở nên phổ biến và thông dụng. Vào năm 1982, tsumami kanzashi chính thức được coi là một món đồ thủ công truyền thống của Nhật Bản ở khu vực Tokyo.

## Sản xuất theo lối thủ công
Theo truyền thống, những người thợ thủ công kanzashi chuyên nghiệp thường trải qua thời gian học nghề từ 5 đến 10 năm. Tương tự như việc sản xuất những chiếc lược được sử dụng để tạo kiểu tóc nihongami,  chỉ có một số ít thợ thủ công kanzashi được đào tạo theo phương pháp truyền thống; từ năm 2002 đến năm 2010, số lượng những người thợ truyền thống trong nước ước tính đã giảm từ 15 xuống còn 5.  
Tuy nhiên, kỹ thuật gấp vải thành hình cánh hoa theo lối tsumami kanzashi để tạo thành kanzashi đã trở thành một nghề thủ công phổ biến đối với những người có sở thích với một số sách, bộ dụng cụ và bài học có sẵn về chủ đề này được lấy từ các nguồn như Bảo tàng Tsumami Kanzashi ở Shinjuku. Một số người có sở thích với việc này đã bỏ qua hệ thống học nghề theo phương thức truyền thống để trở thành nghệ nhân tsumami kanzashi độc lập ở Nhật Bản.

## Phân loại
Nguyên liệu để làm Kanzashi rất đa dạng, từ gỗ cho đến kim loại mạ vàng hay bạc, mai rùa, lụa, và ngày nay nó còn được làm từ nhựa. Chiếc kanzashi làm bằng những nguyên liệu như bakelite được cho là có giá trị cao và được đưa vào nhiều bộ sưu tập.
Có một số kiểu kanzashi cơ bản, theo truyền thống chúng thường được đeo theo mùa; tuy nhiên ngày nay, việc sử dụng kanzashi theo mùa chỉ được thực hiện bởi các geisha và những người học việc của họ, cùng những diễn viên trong các vở kịch kabuki. Việc sử dụng kanzashi để chỉ rõ tuổi tác và địa vị là cũng một truyền thống mà ngày nay chỉ được lưu giữ bởi các geisha và maiko .
Đối với các maiko, kích thước, hình dạng, sự đa dạng và số lượng của kanzashi còn có thể cho biết thâm niên và các giai đoạn học nghề, chúng thường được sử dụng với một số kiểu tóc khác nhau trong suốt quá trình học việc của họ. Mặc dù các geisha cũng dùng kanzashi theo mùa, song điều này chỉ được nhận ra bởi sự thay đổi màu sắc của tama kanzashi .

### Phong cách truyền thống
Mặc dù có sự thay đổi theo mùa, song hầu hết các kanzashi không bao gồm tsumami kanzashi đều có một số hình dạng và diện mạo chung.
| Tên                                           | Hình chụp | Mô tả | Chi tiết |
| --------------------------------------------- | --------- | --- | --- |
| Bira-bira kanzashi (びらびら簪?)              |           | kanzashi có hai ngạnh với một đĩa tròn ở đầu. Các dải kim loại được gắn vào cạnh của nó bằng các vòng nhỏ di chuyển độc lập với kẹp tóc chính.                                                   | Một số bira-bira có hình chuông hoặc chuỗi dài thêm những bông hoa lụa được gọi là shidare, và hầu hết đều có một con dấu mon (gia huy) ở phần cuối dẹt                                                                                                  |
| Ōgi bira kanzashi (扇びら簪?)                 |           | Loại bira-bira hình quạt, có in gia huy của chủ nhân. | Ōgi bira thường được mặc bởi các maiko |
| Kogai (笄?, "sword")                          |           | kanzashi hình que gồm hai mảnh có thiết kế ở mỗi đầu, có xu hướng rộng hơn phần giữa. Kogai giống như những thanh kiếm có vỏ bọc, với một đầu có thể tháo rời để cài vào kiểu tóc.               | Kogai thường được làm bằng vỏ rùa, gỗ sơn mài, gốm sứ hoặc kim loại, và thường được bán theo bộ với lược kushi đi kèm. |
| Hanagushi (花櫛)                              |           | Kushi được trang trí bằng hoa lụa gấp nếp ( tsumami kanzashi ). | Hanagushi phổ biến như một loại kanzashi không chính thức |
| Kushi (櫛 Kushi?)                             |           | kanzashi kiểu kẹp tóc một ngạnh được trang trí bằng một hạt màu duy nhất ở phần cuối. | Tama kanzashi thường được làm bằng đá bán quý như ngọc bích hoặc san hô, hoặc có thể được làm bằng vải dệt từ shibori . Theo truyền thống, tama kanzashi màu đỏ được mặc vào những tháng mùa đông, và tama kanzashi màu xanh lá cây được mặc vào mùa hè. |
| Hanagushi (花櫛?)                             |           | kanzashi hai chỏm với một đầu tròn, dẹt, được đeo như một chiếc kẹp tóc ở phía sau của một kiểu tóc truyền thống.                                                                                | Thường được làm bằng gỗ, nhựa hoặc kim loại, hirauchi thường được trang trí bằng sơn mài, mạ vàng, khảm kim loại quý, hoặc - trong trường hợp hirauchi kim loại - có thiết kế chạm khắc theo phong cách chạm khắc.                                       |
| Kanoko (鹿の子?)                              |           | Những chiếc dây buộc tóc bằng vải sáng màu, đôi khi có đệm lót, được làm bằng vải kanoko shibori không ép. Kanoko thường được buộc xung quanh các phần búi ở phía sau của kiểu tóc truyền thống. | Kanoko thường có màu hồng hoặc đỏ. Các giống không phải shibori sử dụng crepe chirimen cũng được nhìn thấy. |
| Hirauchi kanzashi (平打簪 Hirauchi kanzashi?) |           | kanzashi hai chỏm với một đầu tròn, dẹt, được đeo như một chiếc kẹp tóc ở phía sau của một kiểu tóc truyền thống.                                                                                | Thường được làm bằng gỗ, nhựa hoặc kim loại, hirauchi thường được trang trí bằng sơn mài, mạ vàng, khảm kim loại quý, hoặc - trong trường hợp hirauchi kim loại - có thiết kế chạm khắc theo phong cách chạm khắc.                                       |

### Các phong cách khác
Một số kiểu kanzashi khác cũng tồn tại, mặc dù chúng thường chỉ được áp dụng cho những kiểu tóc riêng và không phổ biến, chẳng hạn như maiko và geisha, hoặc các nhân vật trong một số vở kịch kabuki.
| Tên gọi                                                                                             | Hình chụp | Mô tả | Chi tiết |
| --------------------------------------------------------------------------------------------------- | --------- | --- | --- |
| Bonten (梵天 Bonten)                                                                                |           | Những chiếc kẹp tóc hoa dây bạc lớn, thường có một bông hoa lớn hơn ở chính giữa, được đeo ở hai bên kiểu mage (búi) trên một số kiểu tóc nhất định. | Bonten kanzashi thường chỉ được mặc với kiểu katsuyama (勝山 katsuyama) và fukiwa (吹輪 fukiwa) . |
| Miokuri (見送り Miokuri)                                                                            |           | Các đồ trang trí tóc bằng kim loại dạng dải được nhìn thấy ở phía sau của một số kiểu tóc, buông thõng xuống từ búi tóc chính giữa. | Cả maiko, tayū và những người diễn lại lễ phục đều mặc miokuri, với miokuri của nữ thanh niên dài hơn và cuộn tròn ở cuối. Miokuri thường có màu đỏ hoặc bạc trơn, mặc dù một số có thể có thiết kế đặc trưng.     |
| Tachibana kanzashi (橘簪 Tachibana kanzashi)                                                        |           | kanzashi kiểu kẹp tóc nhỏ, nhằm tượng trưng cho những quả chín và chưa chín của cây cam tachibana . Lá của tachibana kanzashi thường có màu bạc, với những quả cam được làm bằng ngọc bích và san hô. Đối với maiko, vị trí của tachibana kanzashi biểu thị thâm niên. | |
| Chirimen tegara (金紗手柄 Chirimen tegara)còn được gọi là chirimen tegarami hoặc đơn giản là tegara |           | Một mảnh vải gấp nếp hình tam giác được ghim vào phía sau của một số kiểu tóc nhất định. | Đối với maiko, màu sắc của vải thể hiện sự thâm niên. |
| Kanoko dome (鹿の子留め Kanoko dome)                                                                |           | Những chiếc cặp tóc ngắn, được trang trí nhiều với phần trang trí tròn, lớn ở phần cuối. | Thường được trang trí bằng vàng, bạc, vỏ đồi mồi, ngọc bích, san hô và các loại đá bán quý khác, kanoko dome được đeo ở phía sau của một số kiểu tóc có búi tóc, với kanoko dome được đặt ở trung tâm của búi tóc. |
| Maezashi (/ まえざし Maezashi) - còn được gọi là bira dome                                          |           | Những chiếc kẹp tóc nhỏ với một họa tiết hoặc trang trí nhỏ (chẳng hạn như quạt hoặc hoa) được đeo ngay phía trên ōgi bira, một lần nữa thường chỉ của maiko . | Maezashi thường được người mặc lựa chọn theo sở thích cá nhân. |

## Tsumami Kanzashi
Tsumami kanzashi - mang nghĩa là "kẹp kanzashi" - là loại kanzashi truyền thống được làm từ vải lụa nhuộm (hoặc in), được cắt thành từng mảnh hình vuông và được gấp thành các hình dạng khác nhau như hoa, cây cỏ và động vật.
Mỗi tấm vải hình vuông được gấp nhiều lần bằng nhíp và được dán vào đế bằng keo gạo. Một tsumami kanzashi hoàn chỉnh có thể được gấp từ 5 đến 75 mảnh lụa hoặc nhiều hơn. Các Tsumami kanzashi thường mang hình dáng cây cỏ hoặc động vật. Tsumami kanzashi hình hoa được gọi là hana kanzashi (nghĩa đen là "hoa kanzashi ").
Hana kanzashi thường được làm từ nhiều bông hoa chế tác theo phương pháp tsumami kanzashi bó lại thành cụm và có các dải hoa dài đung đưa rủ xuống theo kiểu bira-bira. Các Maiko thường đeo kiểu hana kanzashi đặc trưng, chúng thường dài hơn so với loại hana kanzashi thông thường.

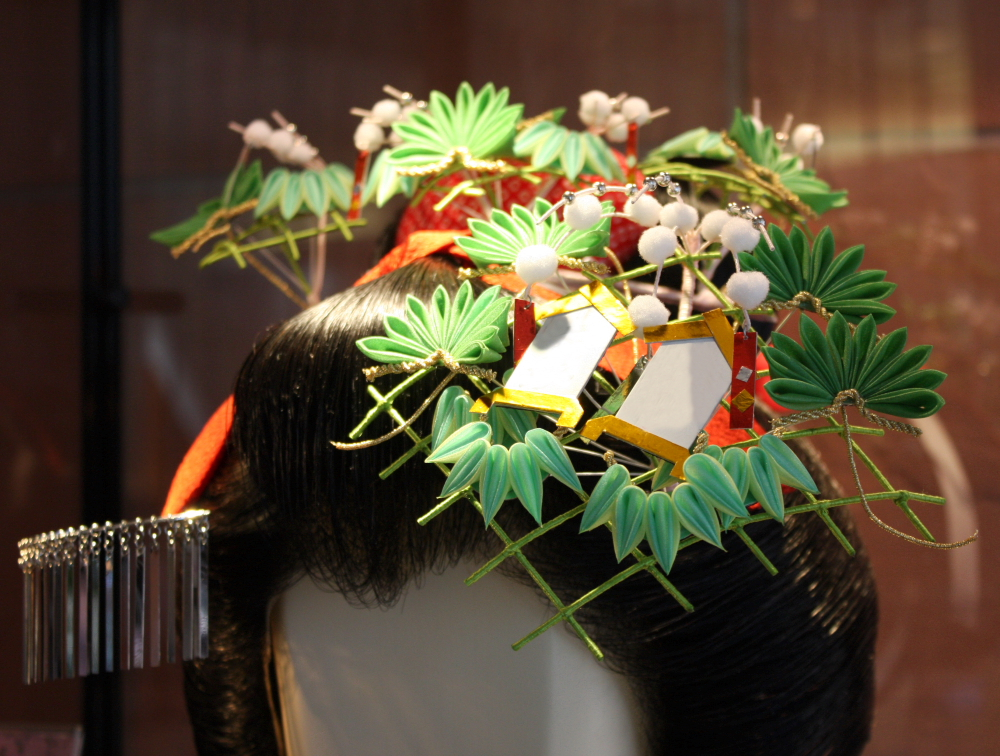
Một chiếc kanzashi được đeo vào tháng 12

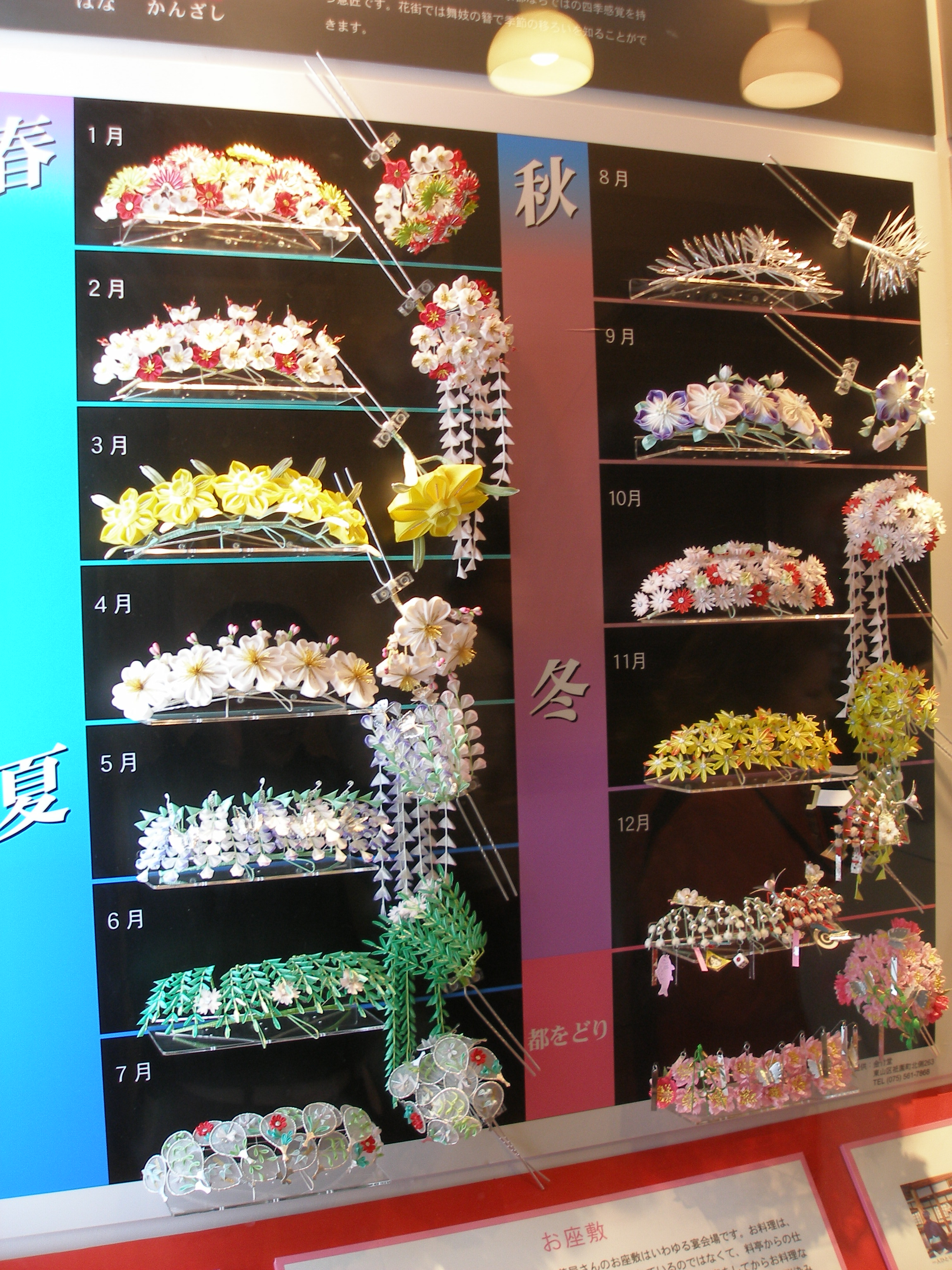
Các loại hana kanzashi được đeo bởi các maiko, từ tháng 1 đến Năm mới năm sau.

Một cặp hana kanzashi thường được đeo ở hai bên đầu, kết hợp với một chiếc kushi. Những bông hoa được dán vào các tấm kim loại hoặc bìa cứng, gắn vào một sợi dây bó các bông hoa chụm lại với nhau. Các chi tiết của nhị hoa được làm bằng cách sử dụng mizuhiki, một sợi xe mảnh và bền được làm từ giấy washi, chúng thường được nhuộm màu và sử dụng cho các tác phẩm trang trí.
Geisha và đặc biệt là các maiko thường đeo các loại hana kanzashi khác nhau, tượng trưng cho mỗi tháng trong năm.

### Các họa tiết theo mùa
Hana kanzashi thường được sử dụng theo mùa, điều này cũng biểu hiện cho con người Nhật Bản luôn nhạy cảm với sự thay đổi của từng mùa trong năm. Ngày nay, truyền thống này chỉ được thực hiện bởi các geisha và những người học việc của họ. Việc thay đổi Kanzashi theo mùa trở nên quan trọng đối với các maiko kể từ khi họ bắt đầu đeo những loại kanzashi phức tạp hơn so với các geisha lâu năm.
Tháng 1 - Các loại kanzashi vào tháng Giêng thường được thiết kế chủ đề Năm mới tốt lành. Loại Shōchikubai là một lựa chọn phổ biến - thiết kế của nó là sự kết hợp của thông ( 'shō' ), tre ( 'chiku' ) và hoa mận ( 'bai' ) với màu xanh lá cây, đỏ và trắng. Các họa tiết phổ biến khác là chim sẻ ( 'suzume' ), phụ kiện xoay và mái chèo ( 'hagoita' ).
Tháng 2 - Kanzashi thường được trang trí bởi những bông hoa mận màu hồng đậm hoặc đỏ, tượng trưng cho sự xuất hiện của mùa xuân và tình yêu xuân trẻ. Một chủ đề khác ít phổ biến hơn là chong chóng và quả cầu hoa ( 'kusudama' ) được đeo vào Setsubun.
Tháng 3 - Được trang trí bởi hoa cải dầu màu vàng và trắng ( 'nanohana' ) và bướm, cũng như hoa đào ('momo'), hoa thủy tiên (suisen 'suisen'), hoa trà ( 'tsubaki' ) và mẫu đơn ( 'botan' ). Một kanzashi hình búp bê hiếm có được sử dụng cho lễ kỷ niệm Hina Matsuri (Lễ hội ngày của bé gái) cũng có thể được sử dụng trong tháng này.
Tháng 4 - Được trang trí những bông hoa anh đào màu hồng mềm mại ( 'sakura' ) xen lẫn với những con bướm và đèn lồng bonbori, tượng trưng cho sự xuất hiện của mùa hè và sự kiện văn hóa lớn vào thời điểm này trong năm ở Nhật Bản là lễ hội ngắm hoa anh đào. Loại Kanzashi bao gồm một con bướm bằng bạc (hoặc đôi khi bằng vàng) ( 'cho' ) làm bằng dây mizuhiki cũng rất phổ biến.
Tháng 5 -Kanzashi mang hình dáng của hoa tử đằng tím ( 'fuji' ) và hoa diên vĩ (' ayame 'ayame' ), thường có màu xanh lam hoặc hồng. Hoa diên vĩ biểu thị cho của mùa xuân trong khi hoa tử đằng là loài hoa thường gắn liền với Hoàng gia (các bữa tiệc ngắm hoa tử đằng đã được tổ chức bởi tầng lớp quý tộc Nhật Bản kể từ thời Heian).
Tháng 6 - Được trang trí bởi lá liễu xanh ( 'yanagi' ) cùng với những chiếc lá cẩm chướng / hồng ( 'nadeshiko' ), hoặc ít phổ biến hơn là hoa cẩm tú cầu ( 'ajisai' ). Tháng này là mùa mưa ở Nhật Bản, do đó liễu (cây ưa nước) và hoa cẩm tú cầu xanh là thích hợp nhất.
Tháng 7 - Kanzashi thường được trang trí bởi họa tiết quạt (thường là quạt tròn uchiwa , nhưng đôi khi cũng là quạt gấp sensu ). Họa tiết quạt tượng trưng cho Lễ hội Gion diễn ra vào thời điểm này. Các họa tiết quạt đặc trưng trên kanzashi của maiko thường thay đổi mỗi năm để phù hợp với không khí lễ hội. Cũng có các thiết kế phổ biến khác như chuồn chuồn và dòng nước xoáy. Các loại kanzashi khác được mặc trong tháng 7 là kanzashi hình pháo hoa và những giọt sương trên cỏ ( 'tsuyushiba' ).
Tháng 8 - Được trang trí bằng họa tiết rau muống lớn ( 'asagao' ) hoặc cỏ susuki . Cỏ susuki xuất hiện như một đám gai hình sao làm bằng giấy bạc. Các  maiko cấp cao đeo cánh hoa bạc có mặt lưng màu trắng và maiko cấp dưới đeo cánh hoa bạc có mặt lưng màu hồng.
Tháng 9 - Được trang trí bằng họa tiết hoa chuông Nhật Bản ( 'kikyō' ) với tông màu tím truyền thống gắn liền với mùa thu. Thường thì chúng sẽ được kết hợp với cỏ ba lá.
Tháng 10 - Được trang trí bằng họa tiết hoa cúc ( 'kiku' ) bởi chúng rất được yêu thích ở Nhật Bản và là biểu tượng của Hoàng gia. Các maiko cao cấp sẽ đeo một bông hoa lớn trong khi maiko cấp dưới sẽ đeo một chùm hoa nhỏ. Các màu phổ biến bao gồm hồng, trắng, đỏ, vàng và tím.
Tháng 11 - Được trang trí bằng những chiếc lá mùa thu thường bao gồm lá của các cây phong rất phổ biến của Nhật Bản. Việc ngắm lá phong vào mùa thu tương đương với việc ngắm hoa anh đào mùa xuân ở Nhật Bản. Họa tiết Ginkgo và lá thanh long cũng được sử dụng.
Tháng 12 - Người Nhật có phong tục làm mochi vào thời điểm này trong năm, do đó kanzashi thường trang trí cây với hoa màu trắng. Người ta cho rằng việc đeo mochibana, hay kanzashi hình bánh gạo là một điều may mắn. Kanzashi tháng 12 cũng được sử dụng bởi các diễn viên kịch kabuki. Theo truyền thống, các maiko cấp cao thường đeo kanzashi có hình lá tre, trong khi các maiko cấp thấp hơn thường đeo loại có nhiều bùa may mắn và đầy màu sắc.
Mùa xuân năm sau - Vào thời điểm này trong năm, tất cả các maiko và geisha đều đeo Kanzashi dược trang trí bằng gạo không trấu cho kiểu tóc của họ ( maiko đeo bên phải còn geisha đeo bên trái). Những kanzashi này cũng có hình chim bồ câu trắng không mắt. Các maiko và geisha thường dùng bút vẽ một mắt của con chim và yêu cầu ai đó mà họ thích vẽ mắt còn lại để cầu may mắn trong năm tới.